# Barnsley
Pour les articles homonymes, voir Barnsley (homonymie).
Barnsley est une ville d'Angleterre, située dans le comté métropolitain du Yorkshire du Sud, au nord du pays.
Elle est située sur la Dearne, à 19 km au nord de Sheffield, à 27 km au sud de Leeds et à 23 km à l'ouest de Doncaster. Barnsley est entourée par plusieurs localités avec lesquelles elle forme le district métropolitain de Barnsley, dont elle est la principale ville et le centre administratif. Elle comptait environ 91 000 habitants en 2011.

## Personnalités
- Mick McCarthy, footballeur irlandais.
- John Stones, footballeur.
- Katherine Kelly, actrice.
- Kate Charlesworth, dessinatrice de bandes dessinées et militante du mouvement LGBT.
- Karen Lumley, homme politique britannique.
- Saxon, groupe de heavy metal.
- Lauren Tate (born 1997) is an vocalist, songwriter and producer, formerly the frontwoman of Hands Off Gretel. She currently releases music under the pseudonym Delilah Bon

## Dans la culture populaire
Ville natale des développeurs du studio de jeux vidéo Coal Supper, Barnsley leur sert d'inspiration pour la ville fictive de Thank Goodness You're Here!, sorti en 2024.